# Jan Weber
Jan Weber (* 28. srpna 1986 Praha) je několikanásobný mistr světa a Evropy ve freestyle footbagu.
Footbag hraje od roku 2001, od roku 2002 se zúčastnil více než 250 profesionálních footbagových závodů a má na svém kontě více než 3000 veřejných vystoupení. Dokončil inženýrské studium na VŠE v Praze a od roku 2009 je profesionálním freestylistou. Mezi jeho nejvýznamnější úspěchy patří 4 tituly mistra světa ve dvojicích a 5 titulů mistra světa v jednotlivcích, 3 z nich v řadě z roku 2011, 2012 a 2013. Poté Weber přestal soutěžit a vrátil se až do unikátního online mistrovství světa v roce 2020, kde opět zvítězil a tento úspěch zopakoval i v roce 2021. Z pěti titulů mistrovství Evropy jsou 2 z roku 2010 a 2012 z kategorie jednotlivců. Na MČR zvítězil v hlavní disciplíně celkem 10krát, ve všech disciplínách je potom počet zlatých příček v řádů desítek.
Od roku 2010 se také úspěšně věnuje freestyle fotbalu. Podílel se i na pořádání historicky prvních mistrovství Evropy (2010) a mistrovství světa (2011, 2012), které se v tomto moderním sportu konalo. Na MS 2011 a 2012 skončil v kategorii Sick3 vždy na 5. místě. Na MČR 2012 zvítězil v kategorii Sick3, v roce 2013 zvítězil v Českém poháru, což zopakoval i v roce 2015. V kategorii Battle zaznamenal finálovou účast na MČR 2013 a ČP 2016.
V roce 2010 se zúčastnil české televizní talentové show Talentmania, kde postoupil do semifinále. O rok později ohromil porotu v druhé řadě show Česko Slovensko má talent spolu s kolegou, kde předvedli ukázku footbagu dvojic. V roce 2012 se zúčastnil i třetí řady ročníku soutěže, tentokrát se svým freestylovým týmem "Freestyle Union", kde jejich vystoupení jen těsně unikl postup do posledních kol živých přenosů.
V září 2011 se Weber stal vítězem prvního česko-slovenského mistrovství ve Skittlingu, které se konalo na pražské
Ladronce.
Na konci roku 2011 dokázal se svými kolegy z Freestyle Union zvítězit v univerzitní talentové soutěži VŠE hledá talent. Finále soutěže se uskutečnilo v pražské Lucerně za účasti více než 5000 diváků. V roce 2010 se setkal s jedním ze svých vzorů Tony Hawkem - legendou skateboardingu, když vystoupil v Hollywoodu na jeho charitativní akci "Stand up for Skateparks" pro výstavbu nových Skateparků v USA. Jeho charitativní činnost je spojena především s nadačním fondem UNICEF, kde pravidelně vystupuje na dobročinných akcích.
V rámci rozvoje Footbagu, Freestyle fotbalu a dalších freestylových sportů pořádal v roce 2012 spolu se skupinou Freestyle Union projekt "Freestyle in the neighbourhood" - odpolední freestylové workshopy po veřejnost na Praze 4 a 12 spolupořádané z grantových projektů EU programu "Mládež v akci". V roce 2013 byl další ročník projektu rozšířen o workshopy na Praze 5 a spolupráci s kulturními centry a pražským DDM, ve kterých probíhá i výuka Freestylu.
Jan Weber je také držitelem více než třiceti českých a světových rekordů. Tím nejznámějším je zpracování míče ze 60 metrů z vrtulníku na stadionu Slovanu Bratislava. Později se z tohoto videa stala i reklama k EURO2020. V roce 2014 se stal tváří podzimní kampaně s názvem TIKI-TAKA sportovní značky Cruyff Classics, pojmenované podle legendárního nizozemského fotbalisty Johana Cruyffa. V roce 2015 se objevil v reklamě Nissan "Truckerball" k zápasům Ligy mistrů UEFA. Jeho triky s nejrůznějšími předměty jako jsou mobilní telefon, golfový míček, pomeranč, či bowlingová koule, jsou k vidění i v dalších reklamních spotech a kampaních. Jeden z jeho rekordů z festivalu rekordů v roce 2013 je více než 20 freestylových triků se stopkami.
TOP4FOOTBALL TV
Jeho fotbalové dovednosti jsou nejčastěji k vidění v online seriálu Top4Football TV, kde se známými českými i zahraničními fotbalisty zkouší nové produkty a přitom zkouší i freestylové dovednosti svoje a svých hostů. V pořadu se objevili např. Tomáš Rosický, Petr Čech, Vladimír Šmicer, Patrik Berger, Michael Krmenčík, nebo Pavel Nedvěd, který Honzu dokonce pozval do Juventusu Turín, kde s ním prošel celé zázemí klubu. Při Juventuské návštěvě se v pořadu objevil i hráč reprezentace Bosny a Hercegoviny Miralem Pjanić.

## Galerie

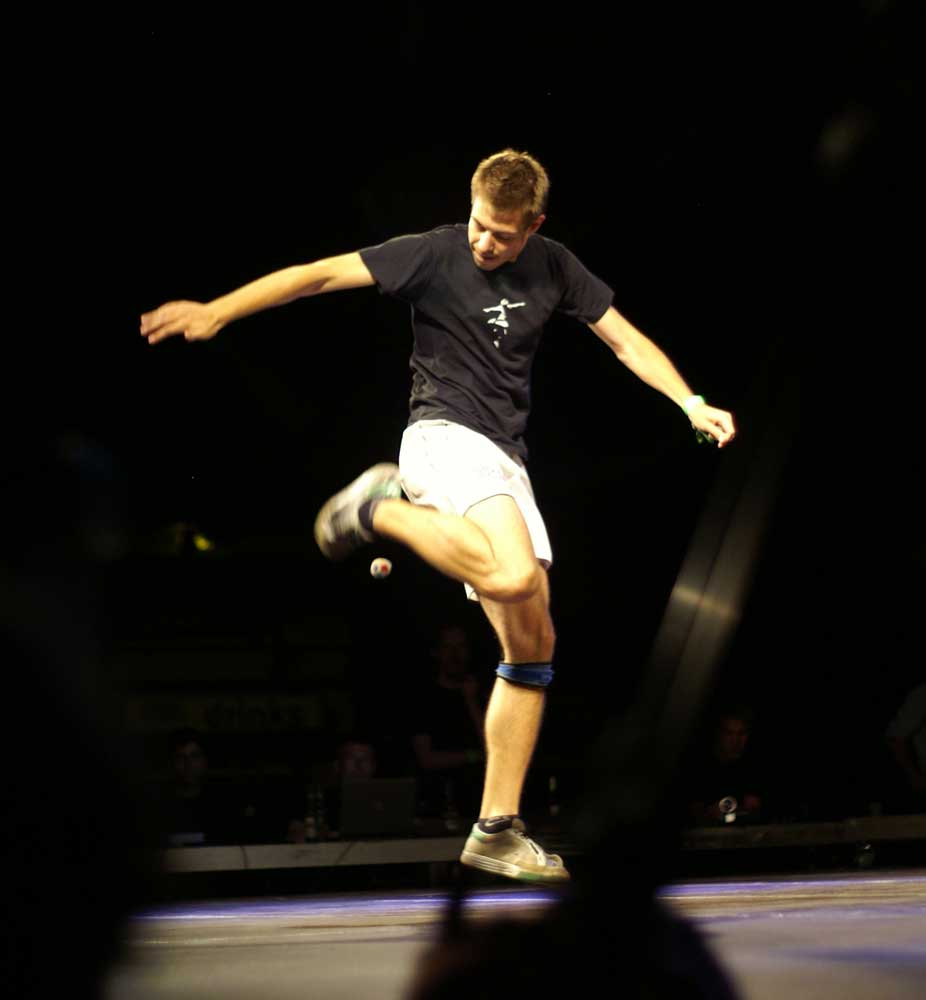
Jan Weber na MS 2009 Berlín
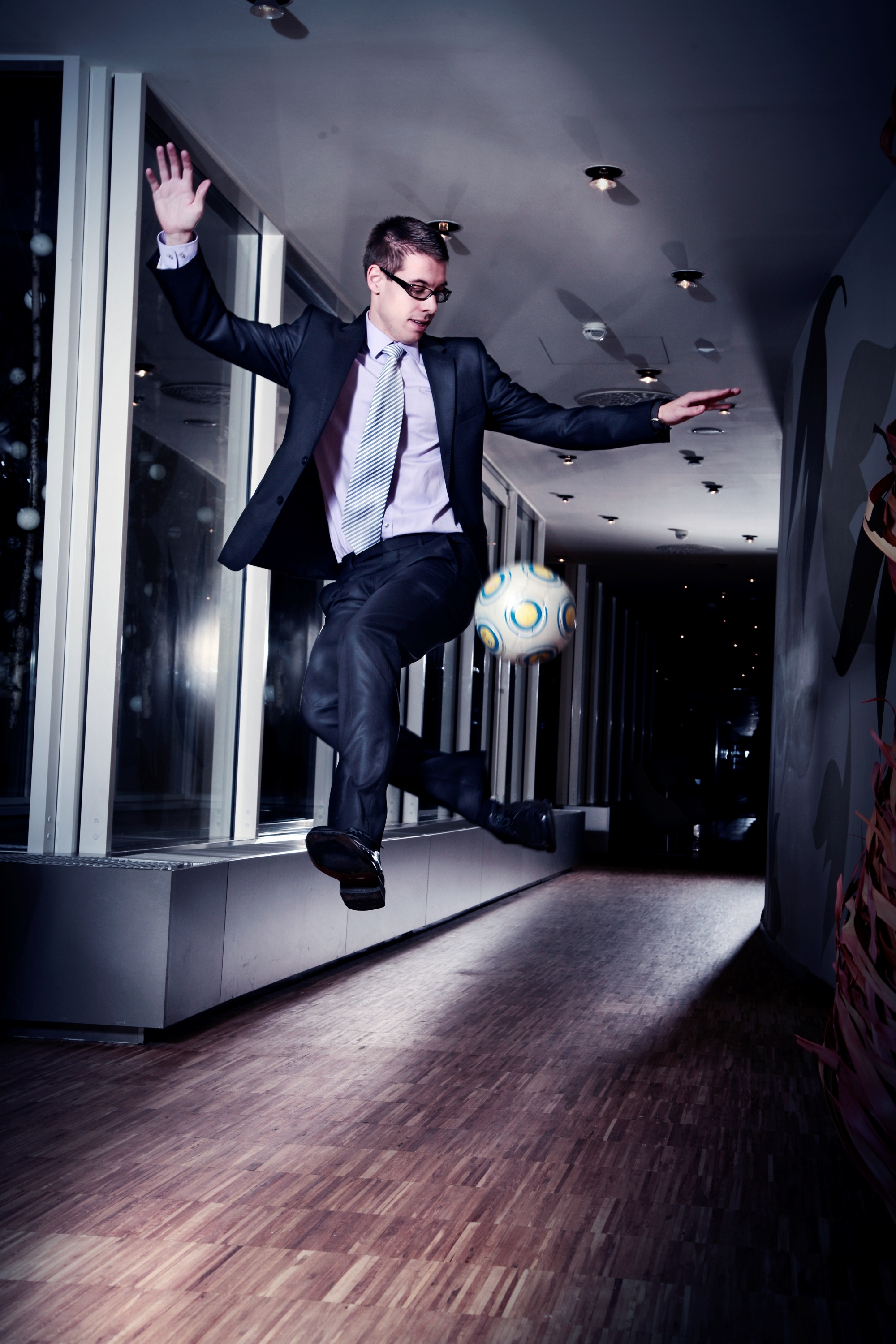
Jan Weber - freestyle fotbal focení
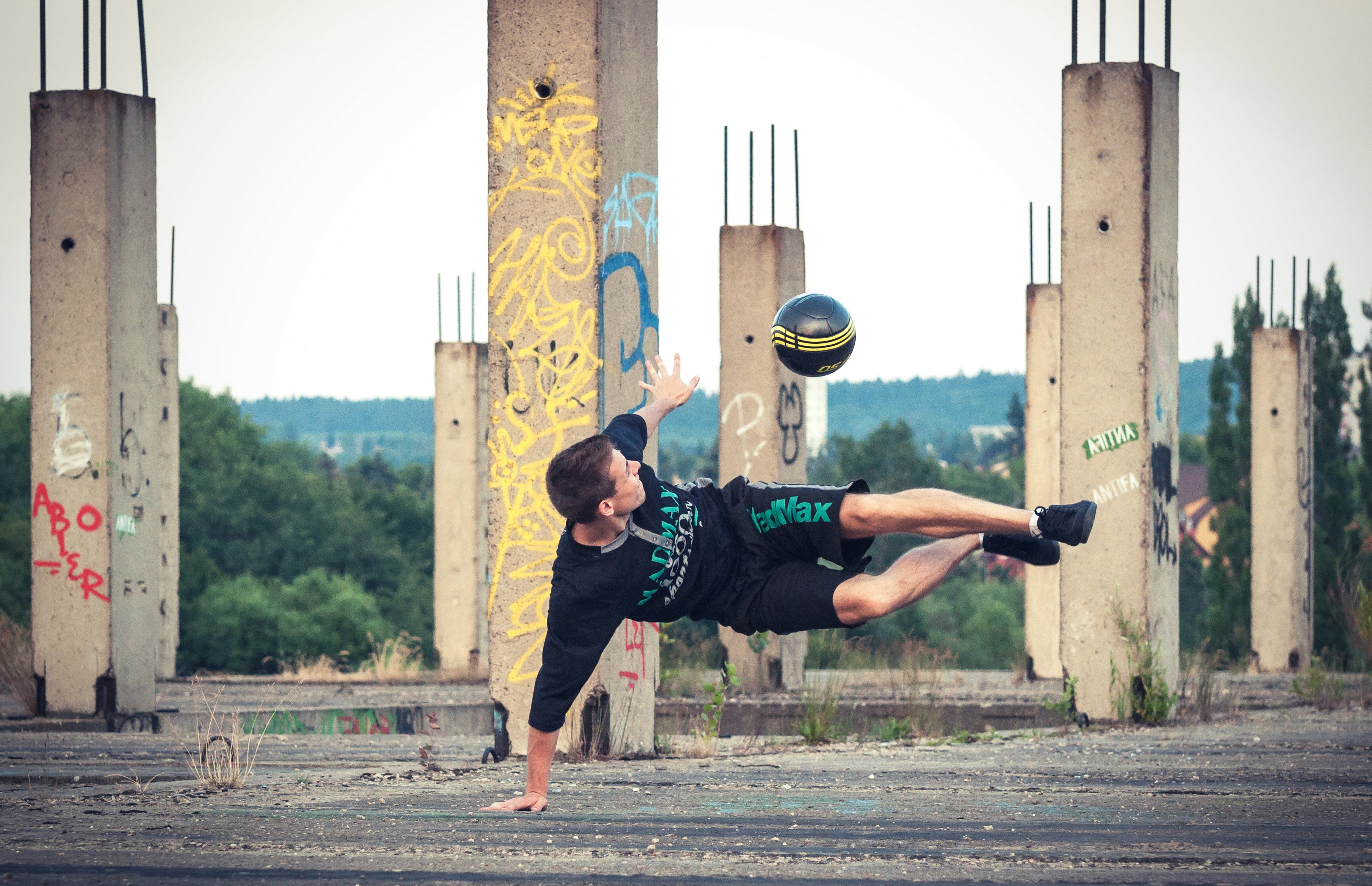
Fotbal Freestyle - Honza Weber
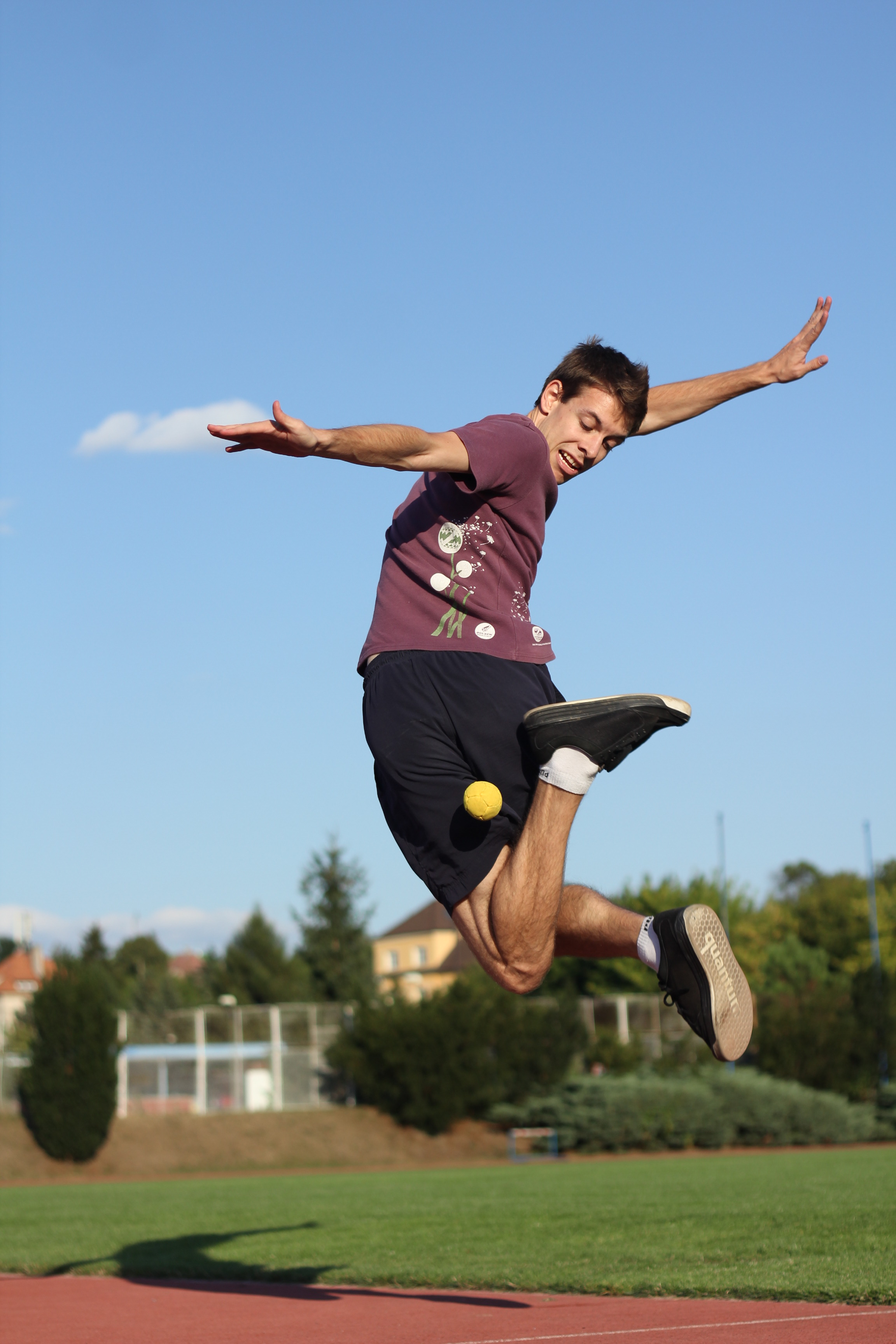
Mistr světa ve Footbagu 2012 Honza Weber
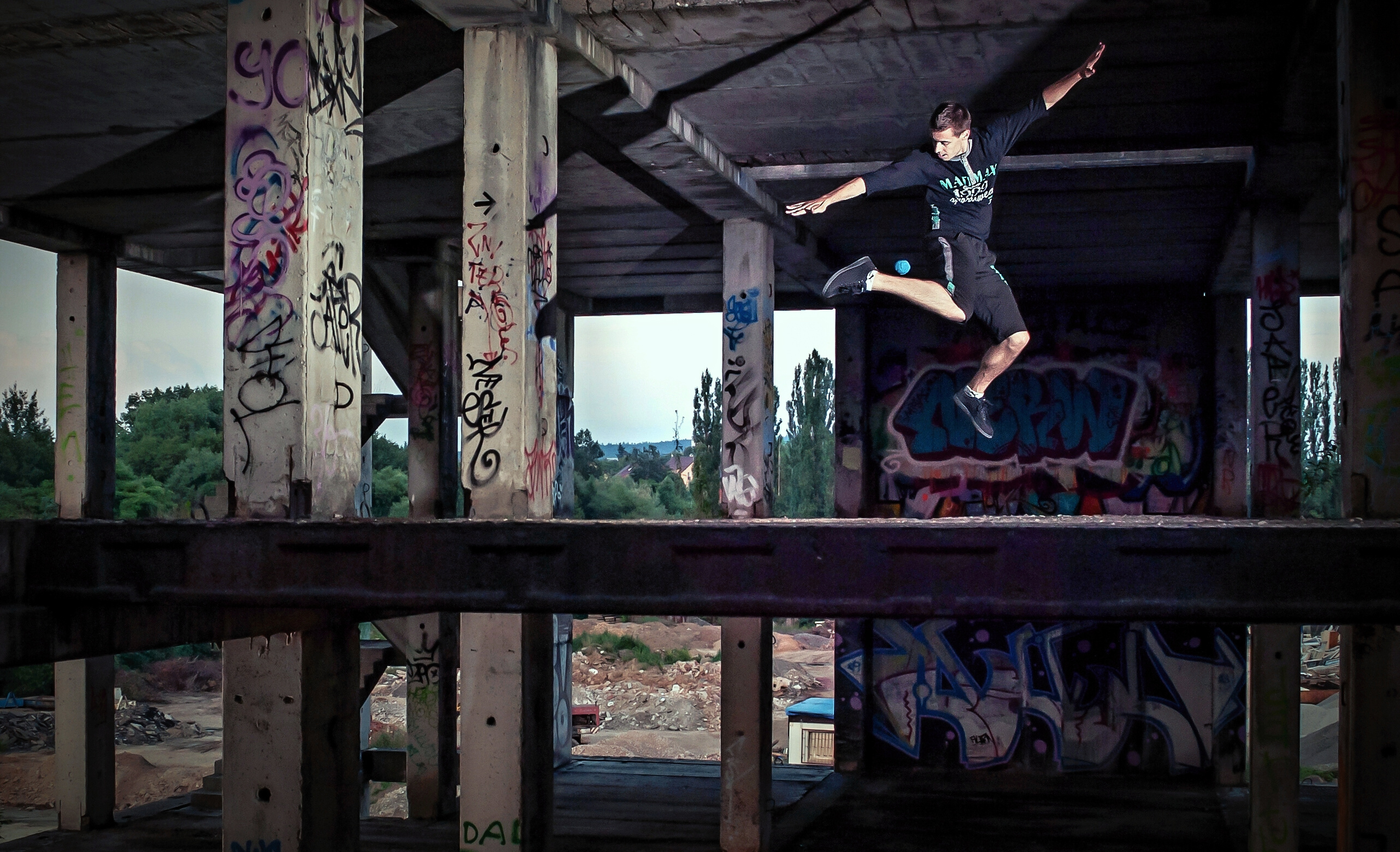
Jan Weber a Footbagové focení

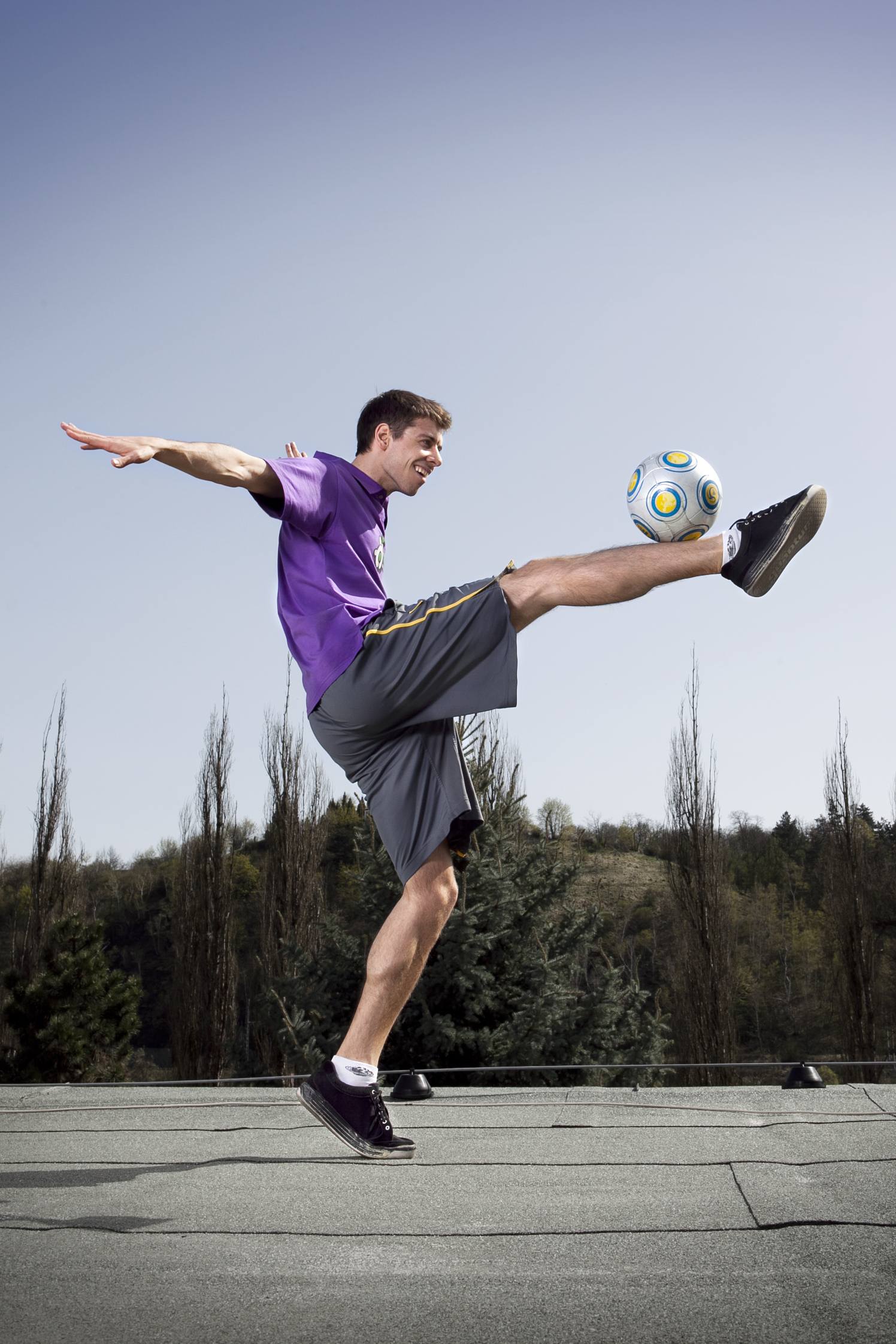
Jan Weber - Freestyle fotbal

## Tituly

### 2021
- Mistrovství světa, jednotlivci shred-off - 1. místo

### 2020
- Mistrovství světa, jednotlivci - 1. místo

### 2016
- Mistrovství světa, request - 1. místo
- Mistrovství republiky, jednotlivci - 1. místo

### 2015
- Český pohár Freestyle fotbal - Big 3 - 1. místo

### 2014
- Mistrovství republiky, jednotlivci - 1. místo

### 2013
- Mistrovství světa, jednotlivci - 1. místo
- Mistrovství světa, circle - 1. místo
- Mistrovství světa, request - 1. místo

### 2012
- Mistrovství světa, jednotlivci - 1. místo
- Mistrovství Evropy, jednotlivci - 1. místo

### 2011
- Mistrovství světa, jednotlivci - 1. místo
- Mistrovství světa, shred 30 - 1. místo

### 2010
- Mistrovství Evropy, jednotlivci - 1. místo
- Mistrovství republiky, jednotlivci - 1. místo

### 2009
- Mistrovství světa, jednotlivci - 3. místo
- Mistrovství republiky, jednotlivci - 1. místo
- Mistrovství republiky, shred 30 - 1. místo

### 2008
- Mistrovství světa, jednotlivci - 4. místo
- Mistrovství světa, dvojice - 1. místo
- Mistrovství Evropy, jednotlivci - 3. místo
- Mistrovství Evropy, shred 30 - 1. místo
- Mistrovství Evropy, dvojice - 1. místo
- Mistrovství Evropy, circle - 1. místo
- Mistrovství republiky, jednotlivci - 1. místo
- Mistrovství republiky, shred 30 - 1. místo

### 2007
- Mistrovství světa, dvojice - 1. místo
- Mistrovství světa, shred 30 - 4. místo
- Mistrovství Evropy, jednotlivci - 2. místo
- Mistrovství Evropy, shred 30 - 2. místo
- Mistrovství republiky, jednotlivci - 1. místo
- Mistrovství republiky, shred 30 - 1. místo

### 2006
- Mistrovství světa, jednotlivci - 2. místo
- Mistrovství světa, shred 30 - 2. místo
- Mistrovství republiky, jednotlivci - 2. místo
- Mistrovství republiky, shred 30 - 2. místo
- Mistrovství republiky, dvojice - 1. místo

### 2005
- Mistrovství světa, jednotlivci - 2. místo
- Mistrovství světa, shred 30 - 2. místo
- Mistrovství světa, dvojice - 1. místo
- Mistrovství Evropy, jednotlivci - 2. místo
- Mistrovství Evropy, shred 30 - 2. místo
- Mistrovství Evropy, dvojice - 1. místo
- Mistrovství republiky, jednotlivci - 2. místo
- Mistrovství republiky, shred 30 - 2. místo
- Mistrovství republiky, dvojice - 1. místo

### 2004
- Mistrovství světa, jednotlivci - 2. místo
- Mistrovství světa, shred 30 - 2. místo
- Mistrovství světa, dvojice - 1. místo
- Mistrovství Evropy, jednotlivci - 2. místo
- Mistrovství Evropy, shred 30 - 1. místo
- Mistrovství Evropy, dvojice - 1. místo
- Mistrovství republiky, jednotlivci - 2. místo
- Mistrovství republiky, shred 30 - 2. místo
- Mistrovství republiky, dvojice - 1. místo

### 2003
- Mistrovství světa, jednotlivci - 4. místo
- Mistrovství Evropy, jednotlivci - 2. místo
- Mistrovství Evropy, shred 30 - 2. místo
- Mistrovství republiky, shred 30 - 2. místo
- Mistrovství republiky, dvojice - 1. místo

### 2002
- Mistrovství Evropy, jednotlivci - 2. místo
- Mistrovství republiky, jednotlivci - 2. místo
- Mistrovství republiky, shred 30 - 2. místo
- Mistrovství republiky, dvojice - 3. místo

### Mimo hřiště
Zahrál si také menší roli v interetovém seriálu Vyšehrad.